# As Crianças mais Amadas do Brasil (álbum)
As crianças mais amadas do Brasil é o primeiro e único álbum de estúdio lançado pelo grupo homônimo lançado pela gravadora Indie Records, em 1999. O grupo era formado pelos atores que participaram da temporada de 1997 da novela Chiquititas, a saber: Renata del Bianco, Gisele Frade, Paulo Nigro, Giselle Medeiros, Beatriz Botelho, Luan Ferreira, Polyana López, Janderson Ferreira, Jéssica Nigro, Thiago Oliveira e Fábio Brucci. 
O álbum traz como diferencial, o fato dos vocais dos integrantes serem utilizados, ao invés de cantores de estúdio desconhecidos, como acontecia nos álbuns da trilha da novela Chiquititas. A produção é de Michael Sullivan, famoso como compositor e produtor de artistas ligados ao universo infantil, tais como Xuxa e Trem da Alegria. 
Após divulgação em vários programas de TV o grupo optou por encerrar as atividades, devido a problemas com os lucros dos shows e diferenças artísticas causadas pelo empresário.

## Antecedentes
A novela Chiquititas fez sucesso no Brasil desde a sua estreia, em 1997 e, da mesma forma que a versão argentina, da Telefé, criada em 1995 por Cris Morena, a trilha sonora obteve bastante êxito. Os dois primeiros álbuns conseguiram ótimas vendas, a saber: 1,2 milhões (o primeiro) e 800 mil cópias (o segundo). Após os dois lançamentos e a saída do elenco, os integrantes Renata del Bianco, Gisele Frade, Paulo Nigro, Giselle Medeiros, Beatriz Botelho, Luan Ferreira, Polyana López, Janderson Ferreira, e Jéssica Nigro resolveram formar um grupo musical que cantasse temas para o público infantil e adolescente, semelhante aos da trilha da novela.

## Produção
A produção é de Michael Sullivan, músico e produtor famoso por compor canções de diversos artistas infantis nos anos de 1980 e de 1990, como Xuxa e Trem da Alegria. A coprodução é de Paulo Ricardo e Jô Vasconcelos, e a direção artística de Líber Gadelha. Enquanto os álbuns da trilha sonora de Chiquititas eram gravados com vozes de cantores desconhecidos, a proposta do grupo era apresentar canções gravadas pelos próprios integrantes.
Em entrevista ao canal do YouTube, Nos90, Renata del Bianco afirmou que embora tenha gravado várias das canções com os seus vocais, o empresário do grupo os substituiu pelos da sua namorada na época, inclusive na da primeira música de trabalho, intitulada "Tapete Mágico". Ela disse: "Lembro que nós fomos num estúdio maravilhoso, da Indie Records, e gravamos lá. Só que o empresário não foi muito bacana comigo. Eu era criança, não sei de todos os detalhes, mas alguma coisa rolou nos bastidores, porque colocaram a mulher desse cara cantando todas as músicas que seriam minhas". Tal fato, mexeu com a autoestima da cantora, que passou a questionar seu talento, sua presença no grupo e na profissão de artista. Apenas uma das canções ficou com a voz real da atriz, o rap da música "Feliz Demais", na qual outros integrantes também participam.
Entre as faixas presentes no álbum há regravações do grupo A Turma do Balão Mágico, além de "Tapete Mágico" e "Nas Asas da Imaginação", cantadas por Gisele Frade. A canção "Tapete Mágico" que era cantada em programas de TV, era uma versão alternada, no CD apenas Gisele Frade faz solo com o coro das crianças no refrão da faixa, nas apresentações ela e Bianco (dublando a voz da namorada do empresário) dividiam os versos da canção.[carece de fontes?]
Outra faixa conhecida é a canção "Josie Doll", versão em português de "Barbie Girl" do grupo Aqua. Houve alterações em comparação a original na versão em português, além da personagem que a música presta homenagem não ser mais a Barbie e sim a Josie, o par da boneca, em vez de Ken, é chamado de Paul. Embora a mudança possa parecer ter sido feita para evitar problemas com a Mattel, os nomes foram alterados em referência aos nomes do empresário do grupo e de sua esposa. Bianco lamentou em entrevista que o nome tenha sido alterado para agradar a esposa do empresário em questão. 
Dois membros entraram depois do lançamento, por isso as fotos dos mesmos não aparecem na capa, são eles: Thiago Oliveira e Fábio Brucci.[carece de fontes?] Outro fato relacionado a capa é a presença de duas integrantes (uma garota e uma adolescente), que nunca estiveram na novela e participaram do grupo apenas pela vontade do empresário. A mais velha chegou a se apresentar em alguns programas na divulgação. A namorada do empresário aparece no encarte do disco. A inclusão dessas artistas pegou os outros integrantes de surpresa já que não sabiam que elas seriam incluídas como membros do As Crianças Mais Amadas do Brasil.

## Lançamento e recepção
O lançamento ocorreu em um show no Canecão. A divulgação aconteceu através de shows e apresentações em programas de TV, tais como o programa Eliana & Alegria da Rede Record, onde os artistas chegaram a cantar as faixas "Tapete Mágico", "Me Belisca" e "Come on Come on (Turminha Mais Amada do Brasil)".[carece de fontes?] Uma aparição no programa Xuxa Park, da TV Globo, chegou a ser gravada, mas foi proibida de ser exibida, a pedido do SBT, por questões relacionadas aos direitos da marca Chiquititas. Nos shows, várias das faixas do álbum eram cantadas, além de canções originais da novela Chiquititas e covers de outros artistas.
Apesar  da divulgação o álbum não obteve grande feito comercial, não ganhou certificado e ficou mais popular entre os antigos fãs da novela. O grupo encerrou as atividades pouco depois, devido a diferenças artísticas e desvios nos lucros dos shows (que vinham fazendo sucesso em todo o Brasil) causados pelo empresário.

## Lista de faixas
- Créditos adaptados do encarte do CD As Crianças Mais Amadas do Brasil.[7]

| N.º | Título                                                                         | Compositor(es) | Duração |  |
| 1.  | "Come on Come on (Turminha Mais Amada do Brasil)" (I'm The Leader of the Gang) |                | 3:17    |  |
| 2.  | "Tapete Mágico"                                                                |                | 4:26    |  |
| 3.  | "Me Belisca"                                                                   |                | 4:15    |  |
| 4.  | "Josie Doll" (Barbie Girl)                                                     |                | 3:15    |  |
| 5.  | "Se Solte" (Happy Boys and Girls)                                              |                | 3:34    |  |
| 6.  | "Feliz Demais"                                                                 |                | 4:31    |  |
| 7.  | "Bem"                                                                          |                | 4:08    |  |
| 8.  | "Lindo Balão Azul"                                                             |                | 3:13    |  |
| 9.  | "Bangalô" (Private Idaho)                                                      |                | 3:29    |  |
| 10. | "Nas Asas da Imaginação"                                                       |                | 4:49    |  |
| 11. | "Toda Liberdade do Mundo"                                                      |                | 5:08    |  |
| 12. | "Demorou"                                                                      |                | 4:18    |  |
| 13. | "Ursinho Pimpão" (Mi Osito Pelon)                                              |                | 3:39    |  |
| 14. | "A Turma da Agitação" (Legal Tender)                                           |                | 3:39    |  |